# Аконкагуа (река)
Аконкагуа (исп. Río Aconcagua) — река в области Вальпараисо Чили.

## География
Река берёт начало в Андах на высоте 1430 метров над уровнем моря при слиянии рек Хункаль (36 км) и Рио-Бланко (35 км). Течет в западном направлении по широкой долине Валье-дель-Аконкагуа, впадает в Тихий океан севернее города Винья-дель-Мар. На берегах реки расположены города Лос-Андес, Сан-Фелипе, Ла-Калера, Кильота и Конкон. По долине реки проложена часть чилийского участка Трансандинской железной дороги и отдельные участки шоссе № 5 и шоссе № 60.
Общая площадь бассейна реки составляет 7200 км², длина реки — 142 км (177 км, если истоком реки считать исток реки Хункаль).